# 胡发坚
胡发坚（1906年—1939年3月15日），江西吉安人，新四军将领。

## 生平

### 早年经历
1927年参加中国共产主义青年团，1929年转入中国共产党。1930年，胡发坚参加红军游击队，同年10月游击队编入红四军第十一师第二团，历任排长、连长、营长、团政治委员，参加历次反围剿战争。
1934年10月参加长征，任红一军团第一师第一团参谋长，协助团长杨得志参加四渡赤水、强渡乌江、抢渡大渡河等战斗。到达陕北后，任红军第一师副参谋长、参谋长，参加了直罗镇战斗、东征战役、西征战役等。1937年1月，胡发坚进入延安抗日军政大学学习。

### 抗日战争时期
1938年2月，胡发坚调任新四军第一支队参谋长。6月，同陈毅等率部队挺进苏南敌后，进行了西善桥、新丰车站、句容、东湾、华山、延陵等战斗，并积极扶植和发展抗日武装，组织发动群众。1939年1月，任江南人民抗日义勇军第三路副司令员，在武进、无锡一带根据地。在此期间，他直接指挥坂上附近的西王村战斗。1939年3月15日，在收缴地方武装大刀会的枪械时身亡。
1985年，在牺牲地建立了胡发坚烈士纪念碑。2014年9月，胡发坚名列第一批300名著名抗日英烈和英雄群体名录。